# 彭德拉根山
彭德拉根山是南極洲的山峰，位於南設得蘭群島的象島，處於盧考特角西北面2.8公里，海拔高度975米，由英國探險隊繪入地圖，現時由南極條約體系管理。
61°15′S 55°14′W / 61.250°S 55.233°W